# Fauvillers
Fauvillers (en való Faiviè, en luxemburguès Fäteler) és un municipi belga de la província de Luxemburg a la regió valona. Part del seu territori forma part de l'Arelerland.

## Localitats
El municipi de Fauvillers compta amb 3 seccions i algunes localitats:
- Fauvillers: Bodange, Hotte, Menufontaine, Wisembach
- Hollange: Burnon, Honville, Malmaison, Sainlez, Strainchamps
- Tintange: Romeldange, Warnach